# Asedio de Siracusa (343 a. C.)

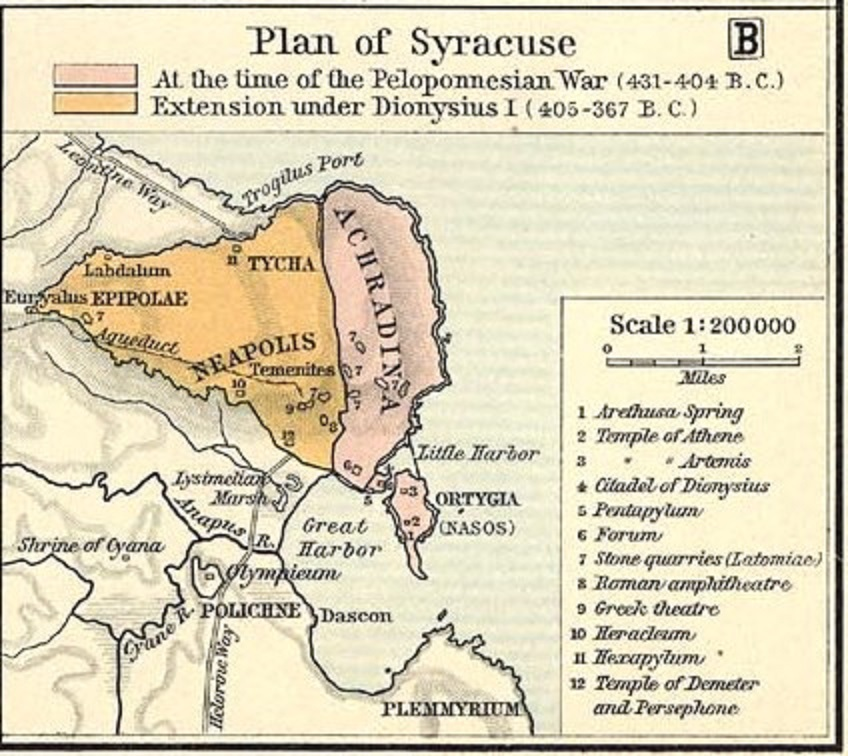
La imagen muestra el plan para el asedio de Siracusa.

El Asedio de Siracusa del 344 al 343/342 a. C. fue parte de una guerra entre el general Hicetas de Siracusa y el tirano de Siracusa, Dionisio II. El conflicto se hizo más complejo cuando Cartago y Corinto se involucraron. Los cartagineses habían hecho una alianza con Hicetas para expandir su poder en Sicilia. Un poco más tarde, el general corintio Timoleón llegó a Sicilia para restaurar la democracia en Siracusa. Con la ayuda de varias otras ciudades griegas sicilianas, Timoleón salió victorioso y restableció un régimen democrático en Siracusa. El asedio es descrito por los antiguos historiadores Diodoro Sículo y Plutarco, pero hay diferencias importantes en sus relatos.

## Participación de Cartago y Corinto
Algunos de los siracusanos que sufrieron bajo el dominio de Dionisio buscaron refugio con Hicetas, el tirano de Leontinos. Debido a que era un siracusano de nacimiento y poseía un ejército que rivalizaba con el de Dionisio, lo eligieron como su líder en la guerra contra Dionisio. Cartago, que poseía territorio en la mitad occidental de Sicilia, vio una oportunidad de aprovechar el caos.Cuando Cartago envió a un gran ejército a la isla, la facción de Siracusa con Hicetas, decidió pedir ayuda a Corinto. Corinto era su ciudad madre, que había fundado Siracusa en el 735 a. C. y se opuso a los tiranos.
Sin embargo, Hicetas no planeó restaurar la democracia a Siracusa, sino que quería convertirse en un tirano. Ya se había comunicado con los cartagineses en secreto, pero apoyó el plan para solicitar ayuda a Corinto. Él esperaba que Corinto rechazara la petición por estar ocupados con sus propios asuntos. Con una negativa de Corinto, pensó que sería más fácil convencer a los siracusanos de que era necesaria una alianza con Cartago. Los corintios eligieron a Timoleón como general para dirigir una expedición a Sicilia. Tan pronto como la embajada a Corinto había sido enviada, Hicetas se alió abiertamente con los cartagineses. Creyendo que la expedición tomaría demasiado tiempo en llegar, envió una carta a Corinto diciendo que abandonaran la expedición. Los corintios estaban enojados por esta traición, así que Timoleón no tuvo problemas para reclutar una fuerza suficiente para su expedición.
En el 344 a. C., Timoleón partió de Corinto a Siracusa. Según Diodoro, Timoleón tenía 700 mercenarios en siete barcos. En el camino a su expedición se unieron tres barcos más de Léucade y Córcira (actual Corfú). Plutarco menciona siete barcos corintios, dos de Córcira y uno de Léucade, con un total de 1000 soldados. Durante el viaje, Timoleón fue testigo de un fenómeno celestial durante la noche que cruzaba el mar Jónico a Italia. Esto ha sido interpretado como un avistamiento de las Líridas, una lluvia de meteoros. Si es cierto, habría completado su travesía el 21 de marzo del 344 a. C.

## Hicetas captura Siracusa parcialmente
Mientras tanto, Hicetas sitió Siracusa, que todavía estaba bajo el control de Dionisio. Construyó una empalizada en el Olimpión, pero tuvo que levantarlo cuando tenía una escasez de suministros. Mientras se retiraba a Leontinos con su ejército, Dionisio lo perseguía y atacaba su retaguardia. A pesar del ataque sorpresa, Hicetas logró prevalecer sobre Dionisio. El ejército de Dionisio huyó después de la muerte de 3000 de sus mercenarios. Hicetas entonces persiguió a Dionisio y rápidamente capturó la parte de Siracusa en el continente siciliano, mientras que Dionisio logró mantenerse en la isla de Ortigia.

## Llegada de Timoleón
Según Diodoro, Timoleón llegó a Regio tres días después de que Hicetas capturara parcialmente a Siracusa. Hicetas quería impedir su llegada a Sicilia, por lo que envió veinte trirremes cartagineses a Regio con enviados de Hicetas. Los enviados le dijeron a Timoleón que la guerra casi había terminado y exigieron que él enviara su flota de regreso a Corinto. Si lo deseaba, el propio Timoleón podría unirse a Hicetas como su consejero y aliado. Para engañar a los enviados, Timoleón les dijo que cumpliría sus deseos a condición de que la gente de Regio fuera testigo de su acuerdo durante una asamblea. Mientras los cartagineses estaban ocupados con la asamblea, Timoleón abordaba secretamente sus barcos y cruzaba hasta Tauromenio (actual Taormina) en Sicilia. El gobernante de la ciudad, Andrómaco, apoyó a Timoleón y convenció a sus ciudadanos a unirse a los corintios.

## Timoleón captura Siracusa por completo
En este punto, las cuentas de Diodoro Sículo y Plutarco comienzan a diferir significativamente.Las diferencias más importantes son las circunstancias de la entrega de Dionisio a Timoleón.

### Relato de Diodoro Sículo
Mientras mantenía el asedio de Ortigia, Hicetas marchó contra Adrano, que era hostil hacia él. Acampó con 5000 tropas cerca de su ciudad. Timoleón, con ayuda de algunos soldados de Tauromenio, también salió de esa ciudad hacia Adrano.No tenía más de 1000 hombres en total. Cuando llegó a Adrano, atacó por sorpresa a los hombres de Hicetas mientras estaban cenando.Su ejército mató a más de 300 hombres, tomó unos 600 prisioneros y conquistó el campamento de Hicetas. Luego se dirigió a Siracusa]y atacó la ciudad por sorpresa, conquistando una parte de la ciudad. Sin embargo, Hicetas no fue derrotado decisivamente y logró mantener un punto de apoyo en Siracusa. Entonces, en el 344/343 a. C., la situación en Siracusa se había vuelto aún más compleja, ya que la ciudad estaba dividida entre los tres beligerantes. Dionisio continuó apoderándose de Ortigia, Hicetas se encargó de los barrios de Acradina y Neápolis en el continente y Timoleón se quedó con el resto de la ciudad. Como aliados de Hicetas, los cartagineses ocuparon el Gran Puerto con 150 trirremes y acamparon con 50 000 hombres en la orilla.
Timoleón se alió con Adrano y Tíndaris y recibió sus refuerzos. Mamerco, el tirano de Catana, también se unió a él con un ejército considerable. Muchas de las fortalezas periféricas de Siracusa siguieron para ganar su independencia. Los corintios enviaron diez naves más a Siracusa como refuerzos. Por una razón desconocida los cartagineses se retiraron y regresaron con todas sus fuerzas a su propio territorio. Hicetas quedó aislada y Timoleón ocupó victoriosamente Siracusa. Luego procedió a recuperar Mesina, que había pasado a los cartagineses. Finalmente, en el 343/342 a. C. Timoleón convenció a Dionisio de entregar Ortigia a cambio del exilio en Corinto. Se le permitió quedarse con sus posesiones privadas, pero vivió el resto de su vida en la pobreza. Esto completó la conquista de la ciudad por Timoleón.

### Relato de Plutarco
Después de que Timoleón había llegado a Tauromenio con 1000 soldados, Hicetas pidió refuerzos a los cartagineses, quienes enviaron un gran número de trirremes para ocupar el puerto de Siracusa. Debido a que hubo una disputa entre dos facciones en Adrano, una parte invitó a Hicetas y la otra parte invitó a Timoleón a intervenir o mediar. Ambos generales marcharon a Adrano y llegaron al mismo tiempo. Hicetas tenía 5000 hombres y Timoleón no más de 1200, pero el ejército de Hicetas fue atrapado de imprevisto.El ejército de Timoleón mató a 300 de sus tropas y tomó a 600 prisioneros. Adrano entonces se alió con Timoleón.
En este punto, Mamerco, el tirano de Catana, se alió con Timoleón. Algunas otras ciudades hicieron lo mismo.Dionisio, que despreció a Hicetas pero admiró a Timoleón, luego se ofreció a entregarle Ortigia y su ejército. Timoleón envió a 400 de sus hombres a Ortigia, evitando el bloqueo naval de los cartagineses, donde tomaron el mando de los 2000 hombres que servían a Dionisio. El mismo Dionisio fue exiliado a Corinto con una pequeña cantidad de su tesoro. La rendición de Dionisio ocurrió dentro de los cincuenta días después de que Timoleón había desembarcado en Sicilia.Cuando los corintios oyeron de su éxito, enviaron 2000 hombres de infantería y 200 de caballería para reforzar el ejército de  Timoleón. Estos refuerzos tuvieron que parar en Turios, en el sur de Italia, incapaces de continuar porque los cartagineses controlaban el mar.
Hicetas envió asesinos para matar a Timoleón en Adrano, pero el intento falló. Todavía tenía a Ortigia sitiada, pero utilizó sólo una pequeña cantidad de refuerzos cartagineses. Pidió al general cartaginés Magón que ocupara Siracusa]] con toda su fuerza.Mago ocupó el puerto con 150 barcos y acampó 60000 hombres de infantería en el territorio de Sicilia. Las fuerzas de Timoleón que ocuparon Ortigia, comenzaron a sufrir una falta de alimento debido al bloqueo. Timoleón pidió barcos de pesca y esquifes ligeros de Catana para suministrar grano a Ortigia. Especialmente en tiempos de tormenta, éstos eran corredores efectivos del bloqueo porque los trirreme]s cartagineses tenían que mantener su distancia unos de otros debido a marejadas.
Hicetas y Magón botaron los buques de suministro que venían de Catana y marcharon hacia esa ciudad para llevárselas. El comandante corintio de la guarnición sitiada, Neón, se dio cuenta de que las tropas dejadas para defender la parte de Siracusa en el continente se habían vuelto desmotivadas. Hizo un ataque sorpresa contra ellos y capturó el barrio de Acradina, asegurándose grano y dinero en el proceso. Como Acradina estaba fuertemente fortificado, no se retiró a la acrópolis de Ortigia. Lo conectó con las fortificaciones de Ortigia y defendió a ambos. Cuando Hicetas y Magón escucharon de esto, ya estaban cerca de Catana, pero regresaron de inmediato. No pudieron tomar Catana y tampoco fueron capaces de retomar Acradina. Después de esto, los refuerzos corintios que se detuvieron en Turios decidieron viajar a Regio sobre tierra y lograron cruzar a Sicilia, evitando la marina cartaginesa. Cuando todos los refuerzos habían cruzado, Timoleón los usó para ocupar Mesina. Después de unir sus fuerzas consiguiendo un total de 4000 hombres, marchó a Siracusa. Cuando Magón se enteró de esto, se preocupó. Junto con su miedo a la traición por parte de Hicetas, decidió huir con su flota de vuelta a Libia. Hicetas todavía se aferraba a las partes de Siracusa que controlaba, que estaban fuertemente fortificadas. Timoleón dividió sus fuerzas para el ataque final. Él mismo atacó a lo largo del río. Una segunda fuerza dirigida por Isias el corintio, atacó desde Acradina. El tercer grupo que atacó las Epípolas, fue dirigido por Dinarco y Demareto, que habían traído los refuerzos de Corinto. Los tres grupos atacaron a la vez y pusieron a volar las fuerzas de Hicetas. Supuestamente, ningún soldado del ejército de Timoleón fue asesinado o incluso herido.

## Consecuencias
Después de convertirse en el jefe de la ciudad, Timoleón]destruyó la ciudadela y el palacio del tirano en Ortigia y restauró el gobierno democrático en Siracusa. La independencia de las ciudades fortificadas que rodean la ciudad fue restaurada.
Hicetas había logrado huir a Leontinos con la mayor parte de su ejército. En el 342/341 a. C.,  Timoleón sitió Leontinos, pero rompió el asedio cuando no lo tomó. Timoleón entonces sitió Engio para deponer al tirano Leptines y restaurar la democracia en la ciudad. Mientras Timoleón estaba lejos, Hicetas intentó sitiar Siracusa con todo su ejército.Tuvo que retirarse con grandes pérdidas. Magón se suicidó, pero su cadáver fue empalado por los cartagineses, que estaban indignados por su cobardía y su fracaso. Enviaron un nuevo ejército a Sicilia, que fue derrotado por Timoleón en la batalla del Crimiso en el 339 a. C. Diodoro menciona que Timoleón e Hicetas acordaron una breve tregua para que Timoleón pudiera utilizar las tropas de Hicetas para luchar contra los cartagineses. Sin embargo, Plutarco no menciona esto.
En el 339/338 a. C., Timoleón firmó la paz con Cartago. Los términos del tratado de paz eran que todas las ciudades griegas sicilianas serían libres y que el río Lico sería la frontera entre sus territorios. Además, los cartagineses no apoyarían a los tiranos que estaban en guerra con Siracusa. Timoleón finalmente derrotó a Hicetas y ordenó ejecutarlo. Consiguió destituir a todos los tiranos de Sicilia.
La isla se despobló después de la guerra. El ágora de Siracusa se había convertido en pasto para caballos, mientras que los ciervos y cerdos salvajes vagaban libremente en otras ciudades.  Timoleón pidió a Corinto enviar colonos para repoblar Siracusa. Plutarco menciona que 10 000 colonos vinieron de Corinto y el resto de Grecia.Con colonos adicionales que llegaron de Italia y otros lugares en Sicilia, Plutarco calcula 60 000 habitantes.  Según Diodoro, Siracusa recibió 40 000 colonos y Agira 10 000. Además, escribe que Timoleón]trasladó a la gente de Leontinos a Siracusa y envió a colonos adicionales a Camarina.